# Work (canção de Kelly Rowland)
"Work" é uma canção gravada pela cantora americana  Kelly Rowland. Foi escrita por Rowland, Scott Storch e Jason "Poo Bear" Boyd e produzida por Storch e Boyd para o segundo álbum de estúdio de Rowland, Ms. Kelly (2007).
Ajudada por um remix da dupla britânica Freemasons, "Work" teve sucesso comercial maior na Europa e Oceania e se tornou o mais bem-sucedido single a solo de Rowland nesses territórios desde "Stole" (2002), alcançando o top dez na Austrália, Finlândia, França, Grécia, Itália, Suíça, Turquia, e Reino Unido. "Work" alcançou também o n.º 16 da tabela Global Dance Songs, da Billboard.

## Escrita e Gravação
"Work" é uma de duas faixas que Scott Storch contribuiu para Ms. Kelly. Rowland registrou-se em fase de finalização em 2006 para a versão renovada de My Story, a versão actual do álbum. Concebido durante uma sessão de estúdio reservado em Miami, Flórida; Rowland, Storch e seu protegido Pooh Bear começaramu a trabalhar em idéias melódicas da música através de uma faixa instrumental por Storch.

## Recepção da crítica
"Work" foi bem recebido pela crítica pelo seu orientado de melodia batida. Mark Edward Nero da About.com chamou "Work" de "uma excelente, música das Destiny's Child do tipo que [...] minimiza falhas vocais de Kelly por trás de uma batida de captura de atenção." Para uma revisão para a [[BBC], Gemma Padley também em relação a faixa para a banda dos antigos singles de Rowland "Bug a Boo" e "Lose My Breath" devido a "sua voz recortada e anca a bater." O escritor da Rewind Magazine Emmanuel Ezugwu encontrou "Work" a "pista de alta energia que será sem dúvida um clube.

## Vídeo Musical
O vídeo musical' de "Work" foi filmado em Los Angeles, Califórnia em 26 de Julho de 2007 e disparou de volta para trás com o vídeo de "Comeback", com o director Philip Andelman.
"Work" foi originalmente definida para estrear em 10 de Setembro de 2007 no Access Granted da BET, junto com "Ghetto", no entanto, isso não se materializou como houve uma confusão sobre qual seria o próximo single de Kelly, como o artista já tinha três vídeos. Depois de sua gravadora remarcar a data de estreia para 22 de Outubro de 2007, o lançamento foi mais empurrado para trás, e, finalmente, o vídeo estreou em 5 de Dezembro de 2007 no SoUrban.com, o site da gravadora para a divisão da Sony Music urbana no Reino Unido.
As imagens utilizadas neste vídeo podem ser descritas como Rowland e suas bailarinos colocadas na silhueta e disparou contra cenários de cores vivas e iluminação do feixe. O feixe de luz é usada em todo o vídeo para criar um efeito caleidoscópio que é usado para quebrar cada cena. Durante a última parte do clipe os esquemas de iluminação são revertidos para mostrar Rowland e quatro dançarinas fora de sua silhueta e executar uma coreografia do estilo de Bollywood contra um fundo preto.
O vídeo também foi editado para caber no Freemasons remix e foi enviado a canais de música na Austrália e Eurásia. Esta versão está disponível no Single Europeu como um elemento de vídeo melhorado.

## Desempenho nas paradas
Lançada em 21 de Janeiro de 2008 no Reino Unido, "Work" estreou no número 56 na UK Singles Chart com base em vendas digitais, duas semanas antes do lançamento físico da música. Em 26 de Janeiro de 2008, subiu 24 lugares para o número 7, tornando-o o single maior movimento da semana e o quinto não consecutivo Rowland a entrar no Top 10 da entrada principal. Em 3 de Fevereiro, "Work" atingiu o seu pico na posição número 4 no gráfico em particular. Em seguida, passou seis semanas no top 10, a permanência mais longa de qualquer um dos singles de Rowland.

## Formatos e faixas
Estes são os formatos e faixas dos principais singles de lançamento da "Work".
- CD Maxi Single Europeu

| N.º | Título                                       | Duração |  |
| 1.  | "Work" (Freemasons Radio Edit)               | 3:11    |  |
| 2.  | "Work" (Versão do álbum)                     | 3:28    |  |
| 3.  | "Work" (Steve Pitron & Max Sanna Radio Edit) | 3:33    |  |
| 4.  | "Work" (Freemasons Dub Mix)                  | 7:09    |  |
| 5.  | "Work" (Freemasons Radio Remix Video)        | 3:11    |  |

- Single Básico Europeu/Single Australiano

| N.º | Título                         | Duração |  |
| 1.  | "Work" (Freemasons Radio Edit) | 3:11    |  |
| 2.  | "Work" (Versão do álbum)       | 3:28    |  |

- EP Digital dos EUA

| N.º | Título                                       | Duração |  |
| 1.  | "Work" (Freemasons Radio Edit)               | 3:11    |  |
| 2.  | "Work" (Steve Pitron & Max Sanna Radio Edit) | 3:33    |  |
| 3.  | "Work"                                       | 3:28    |  |
| 4.  | "Work" (Freemasons Club Mix)                 | 10:37   |  |
| 5.  | "Work" (Steve Pitron & Max Sanna Club Mix)   | 7:59    |  |
| 6.  | "Work" (AJ Bhandary Remix)                   | 3:10    |  |

## Créditos e pessoal
| - Vocais: Kelly Rowland - Compositores: Jason "Poo Bear" Boyd, Scott Storch e K. Rowland - Produtores: S. Storch - Coprodução: J. Boyd - Produção vocal: K. Rowland, J. Boyd | - Engenharia: Golding Conrad, Rommel Nino Villanueva - Assistentes: Chislov Vadim - Mistura: Jason Goldstein - Assistentes: Christian Baker |